# Hieracium daedalum
Hieracium daedalum es una especie de planta con flor del género Hieracium, de la familia Asteraceae, orden Asterales.

## Distribución
Hieracium daedalum se distribuye por Noruega y Suecia.

## Taxonomía
Fue descrita científicamente por (Stenstr.) Dahlst. Fue publicada en Exsicc. (Herb. Hierac. Scand.).